# Новозар'ївка
Новоза́р'ївка — село в Україні, у Кальміуській міській громаді Кальміуського району Донецької області. Населення становить 1688 осіб.

## Загальні відомості
Відстань до райцентру становить близько 21 км і проходить автошляхом місцевого значення.
Із 2014 р. внесено до переліку населених пунктів на Сході України, на яких тимчасово не діє українська влада.

## Символіка
На чорний щит, колір якого символізує родючі ґрунти, що і дозволяють вирощувати зернові, покладено золотий правий перев'яз, що символізує соняшникову олію. В золотому перев'язі розміщено три чорних насіння соняшника, як символ насіневого заводу та основної продукції.
Золотий жук у лівому верхньому куті символізує засновника села та назву хутора, а пізніше й села. Золота зірка в нижньому правому куті символізує вже сучасну назву села, що походить від слів Нова Зоря - Новозар'ївка (герб є промовистим).

## Історія
У 1897 році селянин із села Попівка Бердянського повіту Таврійської губернії Зіновій Прокопович Жук, взявши в позику гроші в Черкаському банку, викупив у поміщика Криковського землю (позику довелося погашати впродовж 20 років). На купленій ділянці він побудував 13 землянок і дерев'яний барак, куди поселив прийшлих людей, а сам став землевласником і за сумісництвом — старостою. По сусідству землю купив якийсь Самоздрін. Пізніше хутора Жуки і Самоздрін об'єдналися під загальною назвою село Жуки, яке в 1936 році стало центром сільської ради, а в 1939 році перейменовано в Новозар'ївка («нова зоря»).

### Війна на сході України
28 серпня 2014-го вранці на дорозі поміж селами Новозар'ївка та Войкове ротно-тактична група мала завдання деблокувати війська у Іловайському котлі. Група була обстріляна російською артилерією та ДРГ. Тоді полягли майор Ігор Романцов, солдат Сергій Бризгайло, сержант Юрій Безщотний, солдат Андрій Деребченко, молодший сержант Олексій Карпенко, молодші сержанти Олександр Карасик та Василь Лепетюха, сержант Сергій Чорний, та сержант Руслан Батраченко із 92 ОШБр.

## Населення
За даними перепису 2001 року населення села становило 1688 осіб, із них 30,92 % зазначили рідною мову українську, 66,65 % — російську, 0,18 % — білоруську, 0,06 % — вірменську, німецьку та грецьку мови.

## Економіка
Насінневий завод, що до окупації був частиною американської продовольчої компанії Cargill, Inc (Каргілл інкорпорейтед).